# 胡倬 (明朝)
胡倬，字用晦，廣西臨桂人，明朝政治人物。
成化二十年（1484年）甲辰科進士，任戶部員外郎，屢與宦官作對，曾下錦衣獄，洗脫清白後復官，擢陝西僉事，轉固原副使。